# 5052 Nancyruth
5052 Nancyruth è un asteroide della fascia principale. Scoperto nel 1984, presenta un'orbita caratterizzata da un semiasse maggiore pari a 2,2580225 UA e da un'eccentricità di 0,1970367, inclinata di 5,76140° rispetto all'eclittica.